# Cobue
Il villaggio di Cobue si trova sulle sponde del lago Malawi. È sede di un “posto administrativo” del distretto mozambicano del Lago, nella provincia del Niassa.
Al 1º luglio 2012 contava 21.149 abitanti, di cui 10.418 maschi e 10.731 femmine.